# Breguet Aviation
Breguet Aviation («Бреге», також Société Anonyme des Ateliers d'Aviation Louis Breguet) - колишня французька авіабудівна компанія.
Компанія була заснована в 1911 році одним із піонерів авіації Луї Бреге.
У 1971 році увійшла до складу фірми Dassault.

## Історія
Вперше літальний апарат, створений Луї Бреґе - "Breguet n ° 1", піднявся в небо 28 червня 1909. Двома роками пізніше було засновано компанію Breguet Aviation, яка зайнялася серійним випуском розроблених ним літаків.
З початком Першої світової війни завод у Велізі-Вілакублі (поблизу Парижа) зосередився на будівництві військових аеропланів, починаючи з 1916 там масово вироблявся Breguet XIV (близько 6000 примірників). Деякі конструкції Бреге випускалися на підприємствах інших фірм, наприклад, Бомбардувальник Bre.4 (1914) вироблявся однією з фабрик Michelin.
У міжвоєнний період, окрім роботи над держзамовленнями, Бреге розробляє кілька моделей транспортних літаків, у тому числі для створеної в 1919 власної авіатранспортної компанії Compagnie des Messageries Aériennes.
Авіатехніка Breguet Aviation бере участь у далеких перельотах і ставить кілька рекордів. Особливо відзначилися на цій ниві доопрацьовані модифікації багатоцільових літаків Bre. XIX та Bre.27.
Луї Шарль не залишав свого першого захоплення гелікоптерів. У 1931 році він з Рене Дораном заснував "Syndicat d'Etudes de Gyroplane", і в 1933 році вони створили перший експериментальний вертоліт Gyroplane Laboratoire, який здійснив перший політ 26 червня 1935 року.
У зв'язку з розширенням компанії, будуються заводи в Гаврі та в Бугені (поблизу Нанта). Однак, у 1936 році після націоналізації вони були вилучені у власника та увійшли до складу держоб'єднань SNCAN та SNCAO відповідно.
Натомість Breguet вдалося отримати підприємства в Монтодрані і Англет (між Біарріцем і Байонною) (який раніше належав компанії Latécoère). На останньому перед капітуляцією Франції встигли виготовити понад 200 бомбардувальників Breguet Br.693.
У роки Другої світової війни та після неї компанія Бреге залишалася важливим виробником літаків як військового, так і цивільного призначення. З 1945 року велися дослідницькі роботи та випуск дослідних літаків з ПВРД конструкції Рене Ледюка, було розпочато серійне виробництво пасажирського Breguet Deux-Ponts . р., на північноафриканських та середземноморських лініях.
Паралельно, Breguet займається популяризацією легкої спортивної авіації і випускає кілька серій дешевих планерів, перший з них Breguet 900, в активі якого перемоги на чемпіонатах світу з планеризму 1954 і 1956 (Жерар П'єр і Пол МакКріді, відповідно).
У той час випробовуються прототипи нової техніки, наприклад, Літак укороченого зльоту та посадки Breguet 940 та Br 960 Vultur. Досвід, отриманий у ході їх розробки, згодом втілиться у малосерійних Breguet 941 та Breguet Br.1050 Alizé.
Незважаючи на певний успіх конструкторів, фінансовий стан компанії не настільки блискучий. Після смерті Луї Бреге у 1955 році Сільвен Флуара стає на чолі підприємства.
Для участі в конкурсі NATO на легкий ударний літак, Breguet розробляє Breguet Bre.1001 Taon, який, проте, незважаючи на встановлення рекорду швидкості, програє італійському Fiat G-91.
У 1961 році перший політ здійснює морський патрульний літак Breguet Atlantic, його розробка стала результатом співпраці на європейському рівні.
У 1966 році Breguet разом з British Aircraft Corporation (BAC) бере участь у діяльності консорціуму SEPECAT з розробки винищувача-бомбардувальника Jaguar, і, спільно з Dornier, навчального " Alpha Jet ".
В 1971 активи компанії набуває фірма Avions Marcel Dassault, їх спільне підприємство отримує назву Avions Marcel Dassault - Breguet Aviation (AMD-BA).

## Продукція фірми

### Авіатехніка

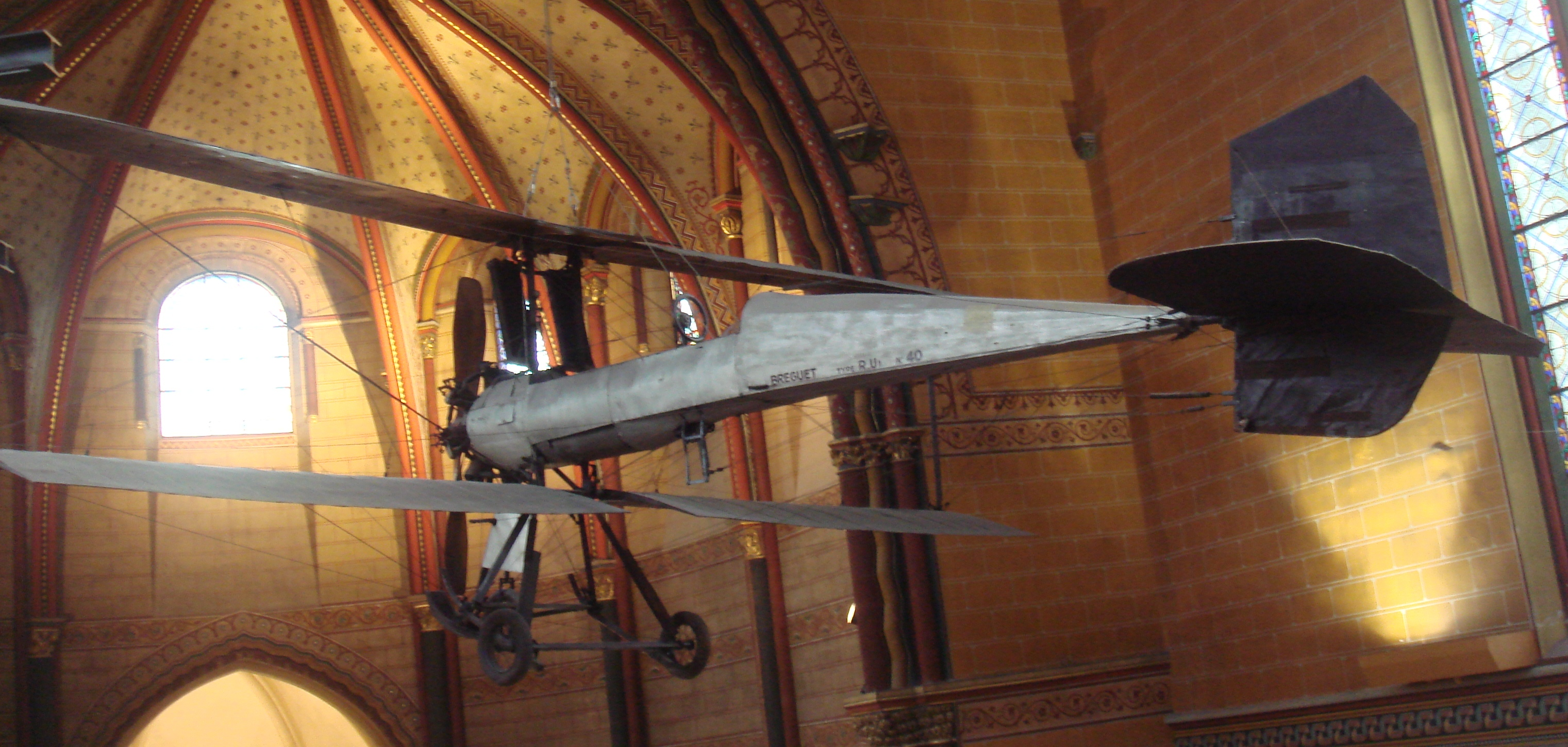
Breguet Type R.U1 No.40i у паризькому Музеї мистецтв та ремесел.

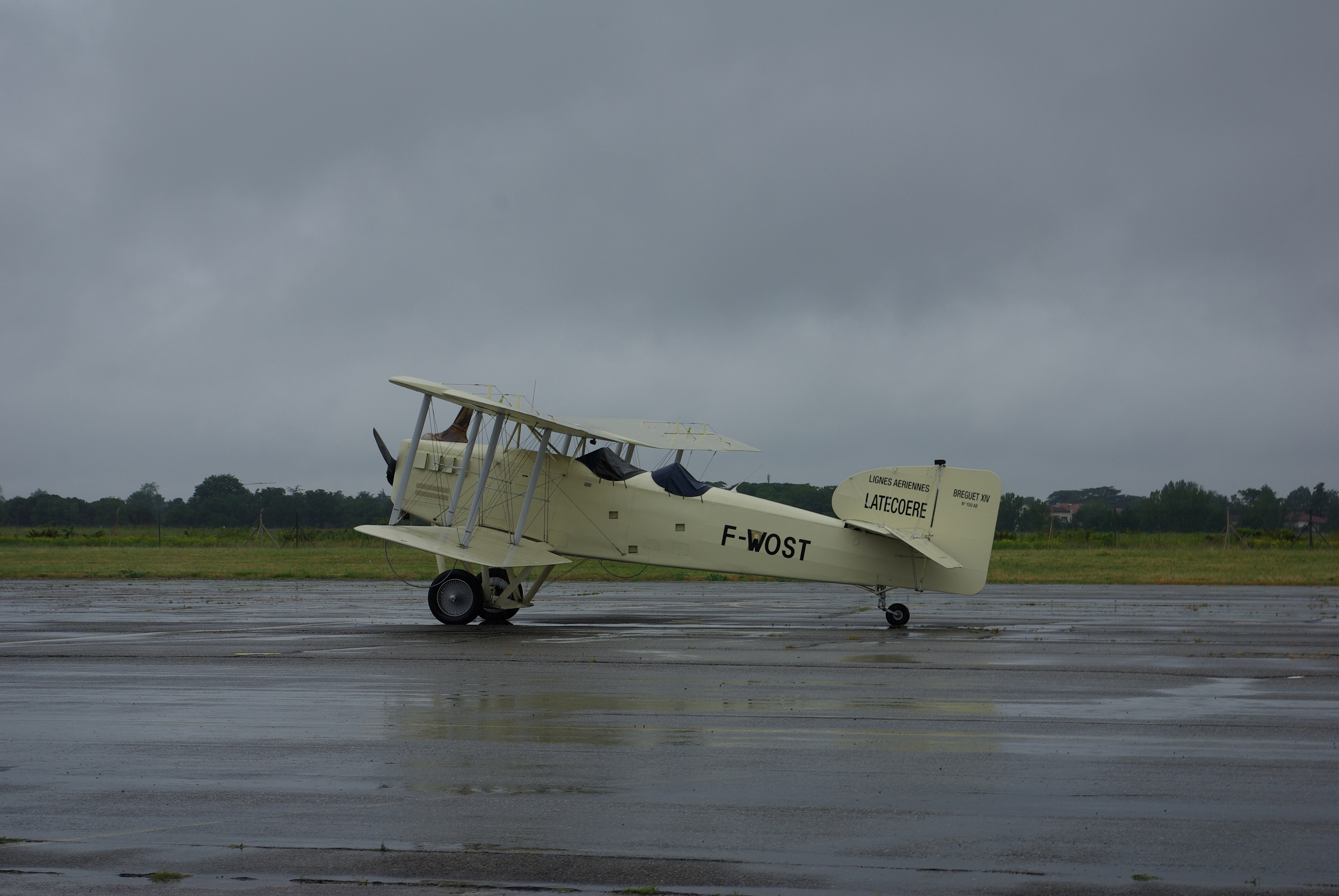
Breguet XIV.

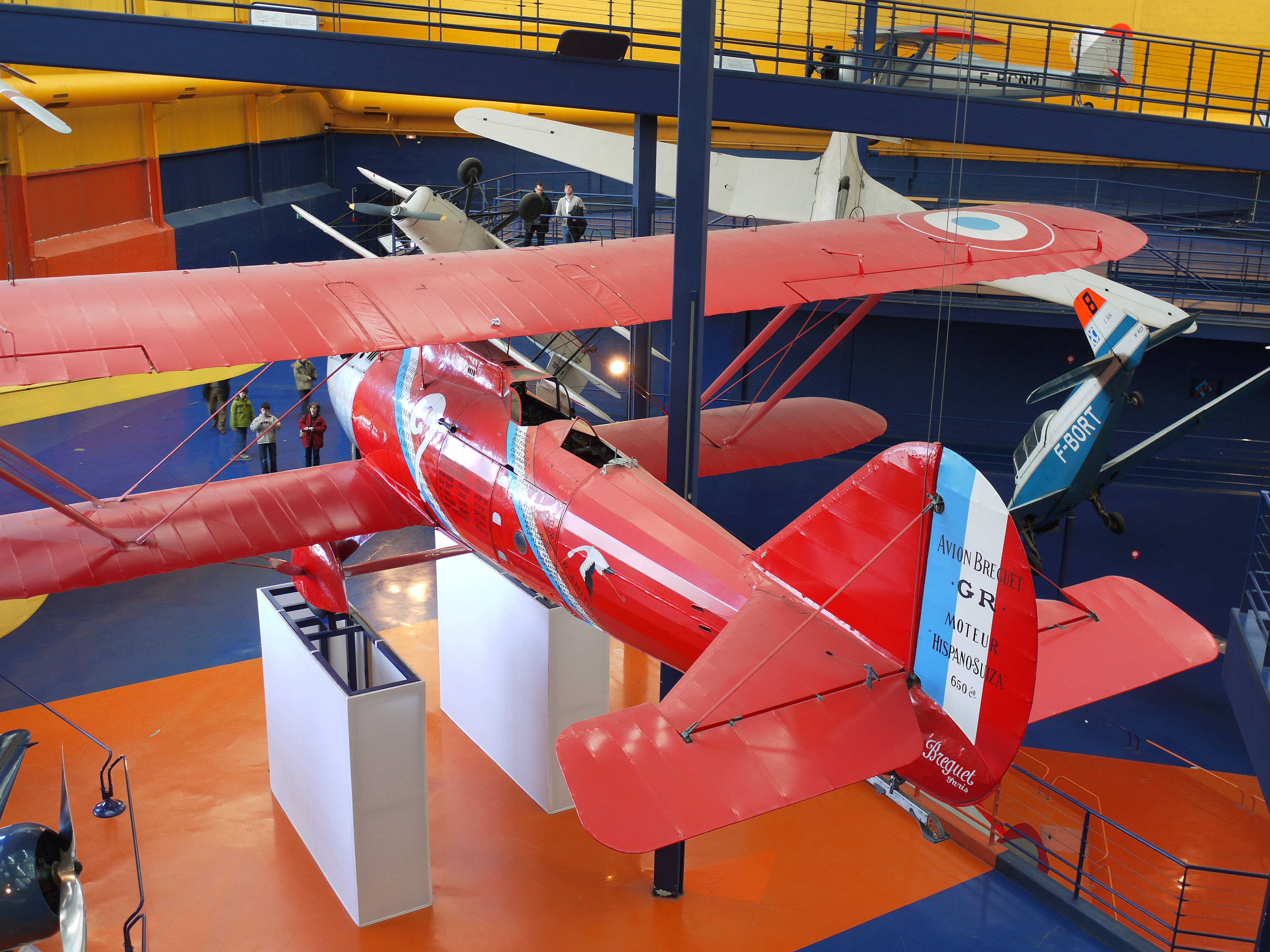
Breguet XIX «Point d'interrogation».

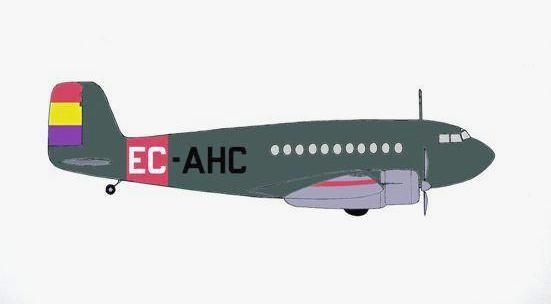
Bre.470 Fulgur іспанської авіакомпанії LAPE.

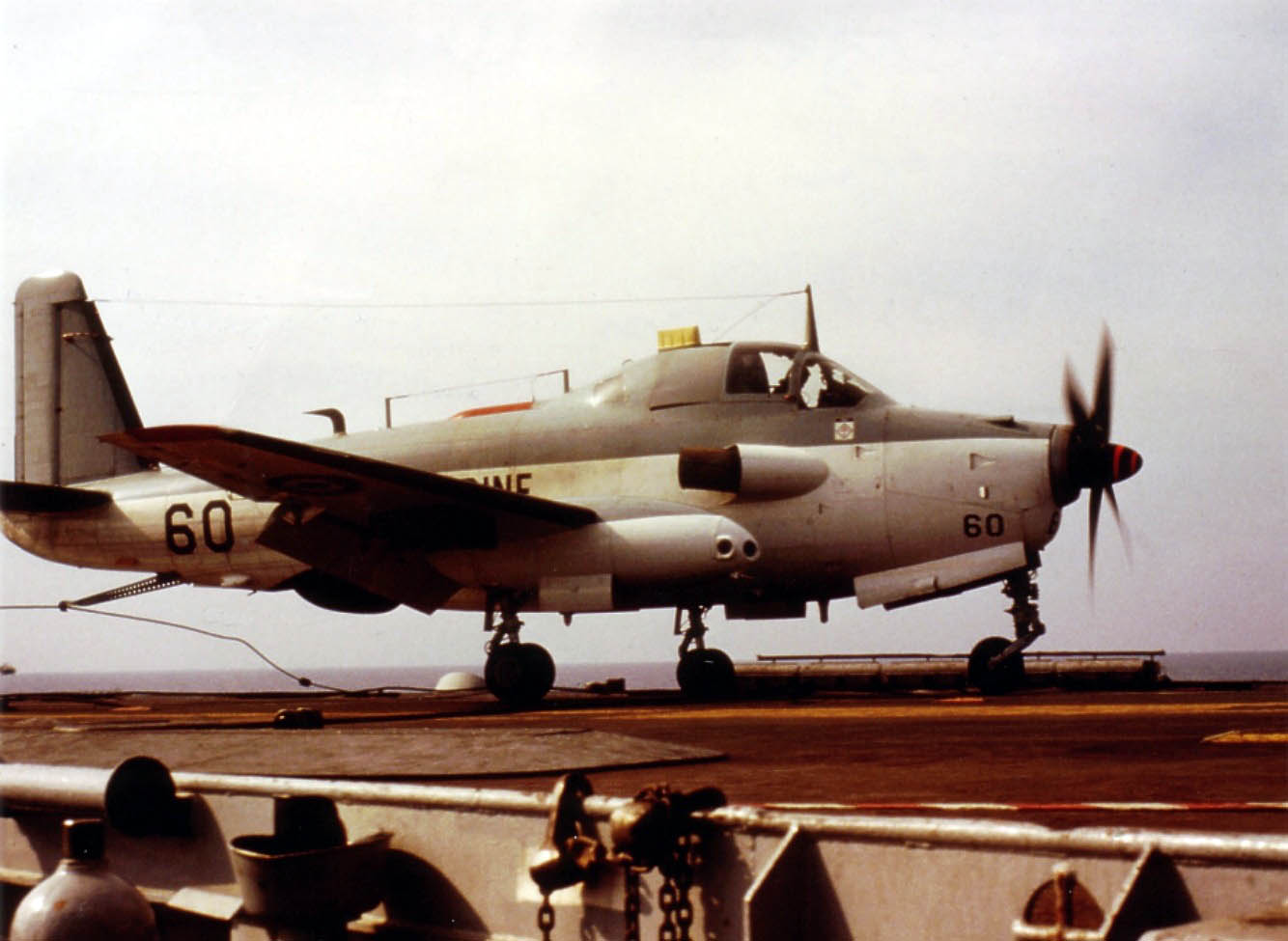
Breguet Alizé.

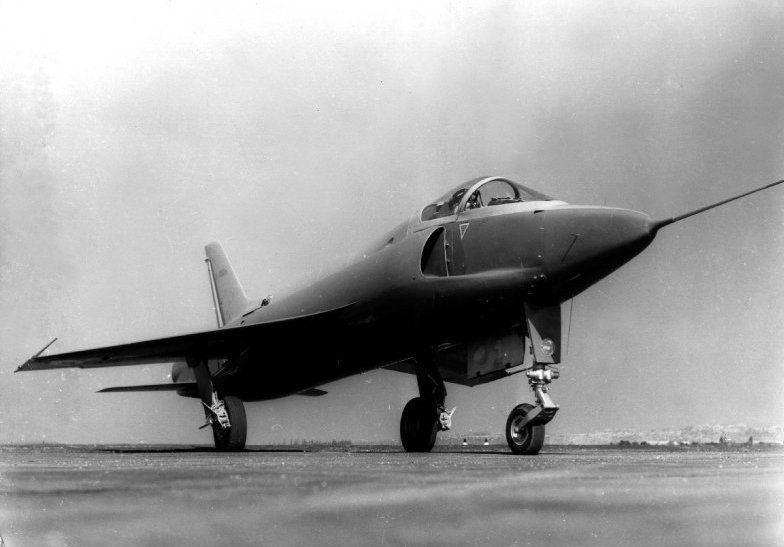
Breguet 1100

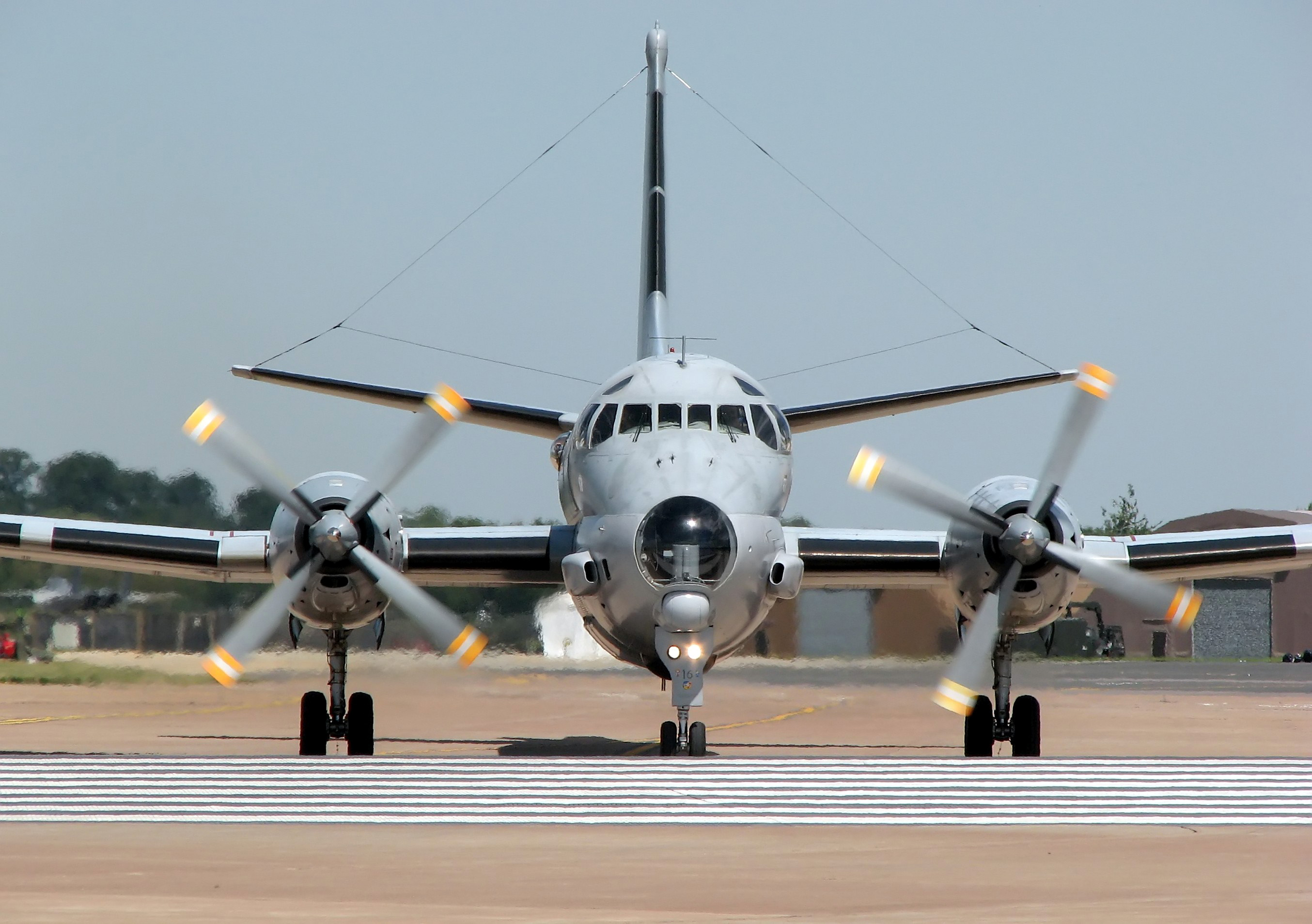
Breguet Atlantic.

- Breguet Type I (1909) - одномісний біплан з гвинтом, що штовхає;
- Breguet Type II (1910) - розвиток Type I;
- Breguet Type III (1910) – розвиток Type II, з ротативним двигуном;
- Breguet Type IV (1911) - експериментальний літак;
- Breguet Type R.U1 (1911) - одномоторний біплан;
- Breguet Aerhydroplane (1913) - дослідний гідролітак, не літав;
- Breguet Bre.4 (1914) - бомбардувальник з штовхаючим гвинтом; також вироблявся заводом Michelin (модифікації BrM, BUM, BLM, BUC, BLC) всього близько 100 прим.;
- Breguet Bre.5 (1915) - Bre.4 у варіанті двомісного ескортного винищувача, 11 прим.;
- Breguet 6 (1915) модифікація Bre.5 із двигуном Salmson A9 (225 л. с.);
- Breguet XI 'Corsaire' (1916) - прототип важкого бомбардувальника;
- Breguet LE - Laboratoire Eiffel (28.03.1918) - прототип винищувача-низькоплана ;
- Breguet 12 (1918) - Bre.5 у варіанті нічного винищувача з 37-мм гарматою та прожектором;
- Breguet 14 (1916) - двомісний бомбардувальник- біплан, близько 7800 екземплярів;
- Breguet 16 (1918) - збільшений варіант Br.14, бомбардувальник, близько 200 екземплярів для ВПС Франції;
- Breguet 17 (1918) - зменшений варіант Bre.14, винищувач;
- Breguet 19 (1922) - одномоторний багатоцільовий біплан, близько 2700 екземплярів;
- Breguet 20 'Leviathan' (1922) - двох/чотиримоторний 20-місний авіалайнер 2 мотори на 1 гвинт;
- Breguet 22 'Leviathan' (1922-3) - розвиток Bre.20, 4 мотори;
- Breguet 'Colibri' (1923) - легкий спортивний літак, 1 екз.;
- Breguet 26T (1926) – розвиток Bre.19, одномоторний пасажирський біплан, 2 шт.;
- Breguet 280T (1928) - розвиток Bre.26T з покращеною аеродинамікою фюзеляжу;
- Breguet 'Calcutta' ліцензійний Short S.8 Calcutta (1928) - тримоторний пасажирський літаючий човен, 4 екземпляри;
- Breguet 27 (1929) - одномоторний двомісний розвідувальний біплан;
- Breguet 270 (1929) - Bre.27 зі сталевим шасі, для ВПС Франції, Венесуели та Китаю;
- Breguet Br.280 (1928) - транспортний, розвиток Bre.26T. 9 екземплярів для Air Union ;
- Breguet Br.330 (1931) - двомісний розвідник-бомбардувальник, 2 екз.,
  - Bre 330 n°1 Bis (1932) - рекордний літак;
- Breguet 393T (1931) - тримоторний пасажирський авіалайнер біпланної схеми, 6 екземплярів для Air France ;
- Breguet Bre 230 (1933) - розвідник, 1 екз.;
- Breguet 410 - двомоторний легкий бомбардувальник[2] 411/413/414 всі по 1 крім 413 - 4 екз.;
- Breguet 460 Vultur - двомоторний легкий бомбардувальник;
- Breguet 470 Fulgur (1936) – прототип двомоторного пасажирського лайнера;
- Breguet 480 - проект далекого бомбардувальника;
- Breguet 482 (1947) - розроблений до війни чотиримоторний бомбардувальник, 1 прототип;
- Breguet 500 Colmar (1945) – двомоторний транспортний варіант Br.480;
- Breguet 521 Bizerte (1933) — тримоторний човен, що літає для морської авіації, розроблений на основі S.8 Calcutta, 30 прим.;
- Breguet 530 Saigon (1933) — цивільна версія Br.521
- Breguet 610 (1934) - поплавковий тримісний розвідник, 1 екз.;
- Breguet 670, також Breguet-Wibault (1935) дещо збільшений двомоторний варіант Wibault 282/283, 1 екз.;
- Breguet 693 /690/691/695 (1938) - двомоторний штурмовик, всього 386 прим.;
- Breguet 730 /731 (1938/47) — чотиримоторний човен, що літає. 4 екземпляри;
- Breguet Deux-Ponts (1949) - Br.761/761S/763 Provence/765 Sahara - серія чотиримоторних двопалубних далекомагістральних авіалайнерів, 20 прим.;
- Breguet 790 Nautilus — одномоторний човен, що літає, замовлення на 45 шт. не виконано через окупацію;
- Breguet 890 Mercure - транспортний, 892S, 1 екз.;
- Breguet 940 /941/941S (1958) - експериментальний чотиримоторний транспортний СУВП з турбогвинтовими двигунами, по 1 екземпляру кожного типу;
- Breguet 941 (1961);
- Breguet Vultur (1951) - Br.960 двомоторний протичовновий літак зі змішаною силовою установкою, 2 екз.;
- Breguet Taon (1957) – Br.1001 – 2 прототипи одномоторного реактивного ударного літака під програму НАТО з розробки легкого винищувача. рекорд швидкості;
- Breguet 1050 Alizé (1956) - Br.1050 - одномоторний турбогвинтовий протичовновий літак, 92 екземпляри для авіації ВМС Франції та Індії;
- Breguet 1100 (1957) - прототип двомоторного реактивного винищувача, 1 екз.;
- Breguet Atlantic (1961) - Br.1150 двомоторний турбогвинтовий морський розвідник, всього 87 одиниць.

### Літаки Leduc
- Leduc 0.10 (1947) - експериментальний реактивний літак з ПВРД, 3 екз.;
- Leduc 0.21 (1953), 2 екз.;
- Leduc 0.22 (1956), 1 екз..

### Гелікоптери

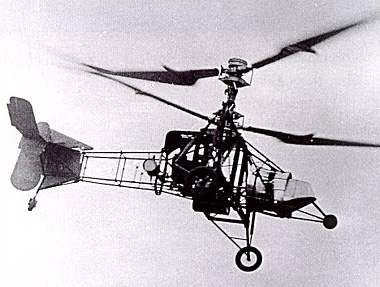
Gyroplane-Laboratoire (1932)

- Gyroplane Breguet-Richet (1907) - одномісний ЛА за типом автожиру, побудовано 2 екземпляри;
- Breguet-Richet Gyroplane[en] (1907) - експериментальний чотиригвинтовий вертоліт ;
- Breguet-Richet Gyroplane No.2 (1908);
- Breguet Gyroplane Laboratoire (1932);
- Breguet-Dorand Gyroplane Laboratoire[en] (1935) - прототип співвісного вертольота ;
- Breguet G.20 (1947);
- Breguet G.11 (1949);
- Breguet G.11E (1949) - прототип співвісного вертольота;
- Breguet G.111 'Gyroplane' (1950) - прототип вертольота, G-11 з мотором Pratt &amp; Whitney R-985

### Планери
- Breguet Br.900 Louisette (1948) - одномісний пілотажний планер, 7 екз.;
- Breguet Br.901 Mouette - (1954) - одномісний пілотажний планер, 61 прим.;
- Breguet Br.902 (1957) - двомісний навчальний планер, 6 екз.;
- Breguet Br.903/ S.10 - висотний планер;
- Breguet Br.904 Nymphale (1956) - двомісний планер, 18 прим.;
- Breguet Br.905 Fauvette - одномісний планер, 52 екз.;
- Breguet Br.906 Choucas (1959) - двомісний навчальний планер, 1 екз.;

### Автомобілі

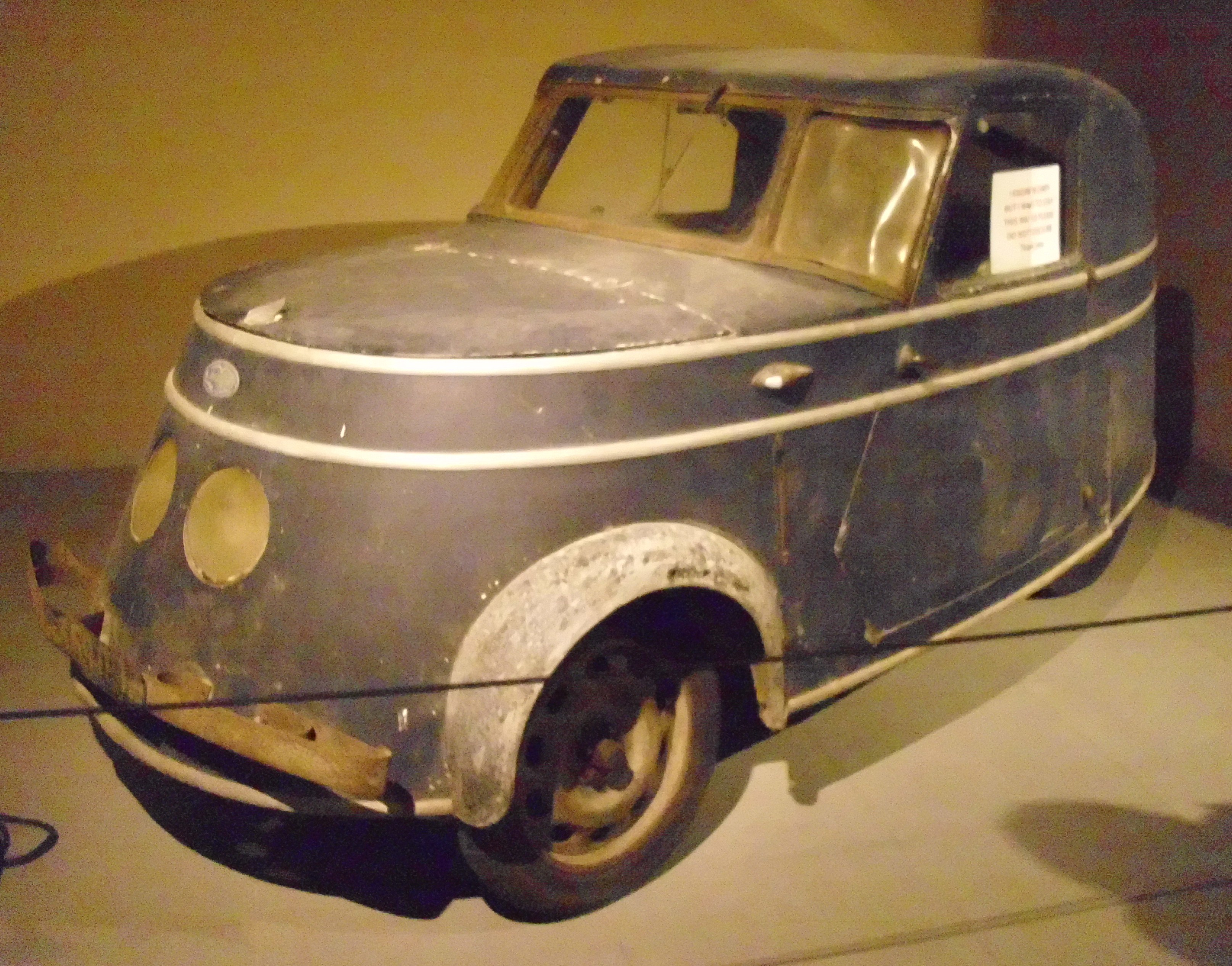
Breguet A 2 (1942)

До 1914 року, крім авіабудування, компанія випускала кілька моделей автомобілів, оснащених 6-циліндровим двигуном.
Під час Другої світової війни вироблявся акумуляторний електромобіль із двигуном Paris-Rhône. Цей двигун видавав 36 вольт на першій та задній передачах та 72 на другій. У подовженому клиноподібному «хвості» обтічного двомісного кузова знаходилися двигун, який передавав рух на завужену задню вісь, і частину акумуляторів. У рекламі 1941 року стверджувалося, що він здатний подолати 100 км без підзарядки; однак, хоча це було справді можливо, але лише на постійній швидкості 20 км/год, вже за швидкості 40 км/год ця дистанція скорочувалася до 65 кілометрів.</br> Цей автомобіль активно рекламувався в фінансово нестабільному 1941: в серпні цього року ціна на електромобіль Breguet становила 56 000 франків, а на Citroën 11 BL (все ще згадувався в прейскурантах, незважаючи на сильно скоротився випуск) - 35 630 франків. Випуском цього електромобіля займалася фабрика в Англет.

## Кубок Бреге
У 1958 році компанія Breguet Aviation заснувала кубок для заохочення за досягнення в галузі планеризму. З 1962 року при підрахунку набраних очок, крім пройденої відстані, враховується також швидкість. Відповідно до 6-ї версії правил (1963), щорічно вручаються 2 кубки та грошові призи (фонд у 10000 франків, що ділиться на кращих планеристів в індивідуальному заліку та в турнірній таблиці). В 1963 змагання проходили з 15 по 30 листопада .